# Oritoniscus pyrenaeus
Oritoniscus pyrenaeus là một loài chân đều trong họ Trichoniscidae. Loài này được Racovitza miêu tả khoa học năm 1907.